# Euronext Amsterdam

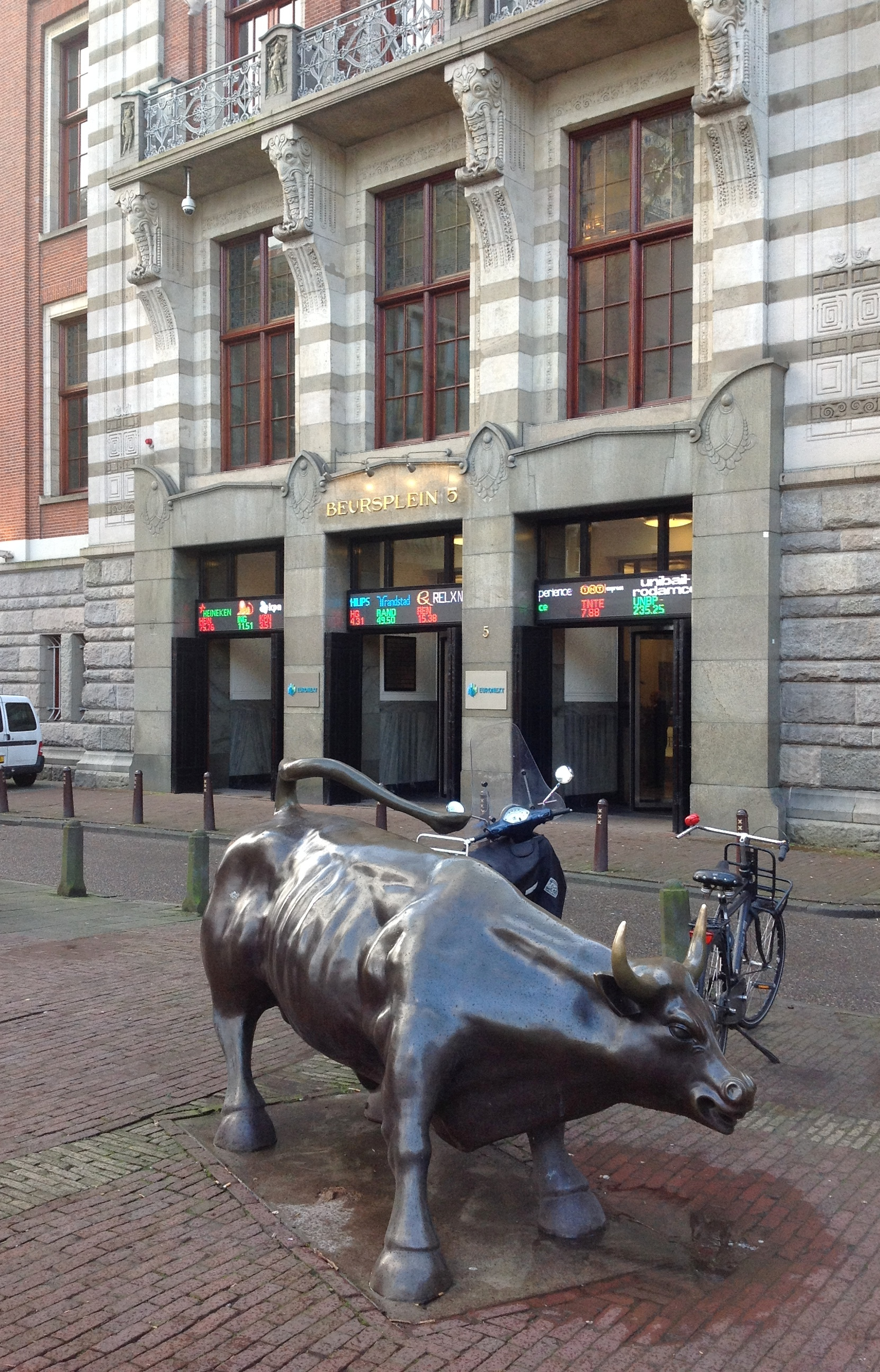
Hlavní vchod do amsterdamské burzy

Amsterdamská burza (nizozemsky: Amsterdamse effectenbeurs), v současnosti zvaná Euronext Amsterdam, je burza cenných papírů v nizozemském městě Amsterdam, jejíž historický význam spočívá v tom, že byla podle většiny interpretací první moderní burzou cenných papírů světa. Vznikla roku 1611 jako tradiční burza komodit, burzou cenných papírů se stala roku 1612, ve chvíli, kdy začala obchodovat s akciemi Sjednocené východoindické společnosti (založena 1602), první veřejné obchodní společnosti na světě. Podle řady historiků to byl zásadní krok ke vzniku moderního kapitalismu. Právě na amsterdamské burze vznikl institut makléře. Navzdory častému omylu, Amsterdamská burza se nijak nepodílela na první spekulativní bublině historie známé jako tulipánová horečka (1634–1637). Obchod s tulipány, jež se staly předmětem spirály investičních spekulací, se odehrával především v hostincích v Haarlemu a okolí. Ač obchod s akciemi byl revolučním krokem, instituce si dlouho udržovala velký význam i jako komoditní burza, především měla zásadní vliv na evropský obchod s kávou a cukrem. V roce 1994 bylo obchodování plně automatizováno. V roce 1997 byla burza zprivatizována. 22. září 2000 se Amsterodamská burza sloučila s burzou bruselskou a pařížskou a vznikla tak mezinárodní společnost Euronext. Oficiální adresa zůstala v Amsterdamu, sídlo vedení je v Paříži. V roce 2007 Euronext zfúzoval s New York Stock Exchange a vznikla tak firmy NYSE Euronext. V roce 2012 Evropská komise zablokovala z antimonopolních důvodů další fúzi, s Deutsche Börse. V roce 2014 se Euronext a New York Stock Exchange znovu oddělily. Brexit pomohl amsterdamskou burzu oživit a dnes je znovu nejvýznamnějším akciovým trhem Evropské unie.

## Budova
První budova amsterdamské burzy byla postavena v letech 1608 až 1611 podle návrhu Hendricka de Keysera. V roce 1835 byla zbořena, aby uvolnila místo pro novou budovu navrženou Janem Davidem Zocherem starším. Jeho neoblíbená neoklasicistní budova podobající se řeckému chrámu (Amsterodamští jí rychle dali přezdívku „mauzoleum“) stála pouze do roku 1903. Třetí budova burzy, otevřená v roce 1903, stojí dodnes. Stavitelem byl Hendrik Petrus Berlage a po něm se také budova obvykle nazývá „Beurs van Berlage“ (Berlageova burza). O výzdobu se postaral například Jan Toorop. Lampy a nábytek navrhl sám Berlage. V roce 1914 získala burza druhou budovu na Burzovním náměstí (Beursplein 5). Po skončení druhé světové války se objem obchodů na amsterdamské burze stále snižoval a Berlageova budova chátrala. V roce 1959 zazněly v obecním zastupitelstvu dokonce hlasy o jejím zbourání. V roce 1960 bylo rozhodnuto o její rekonstrukci a využití pro kulturní účely. Poslední burza, konkrétně zemědělský termínový trh, se z budovy odstěhovala v roce 1998. Impozantní sál bývalé burzy s velkou prosklenou střechou, klenutými železnými nosníky a dvěma galeriemi slouží od roku 1987 jako výstavní prostor a koncertní síň. V únoru 2002 se zde uskutečnil civilní sňatek následníka trůnu Viléma-Alexandra a Máximy Zorreguiety. Burza dnes sídlí v budově na Beursplein 5. Ta je dílem architekta Jose Cuyperse.

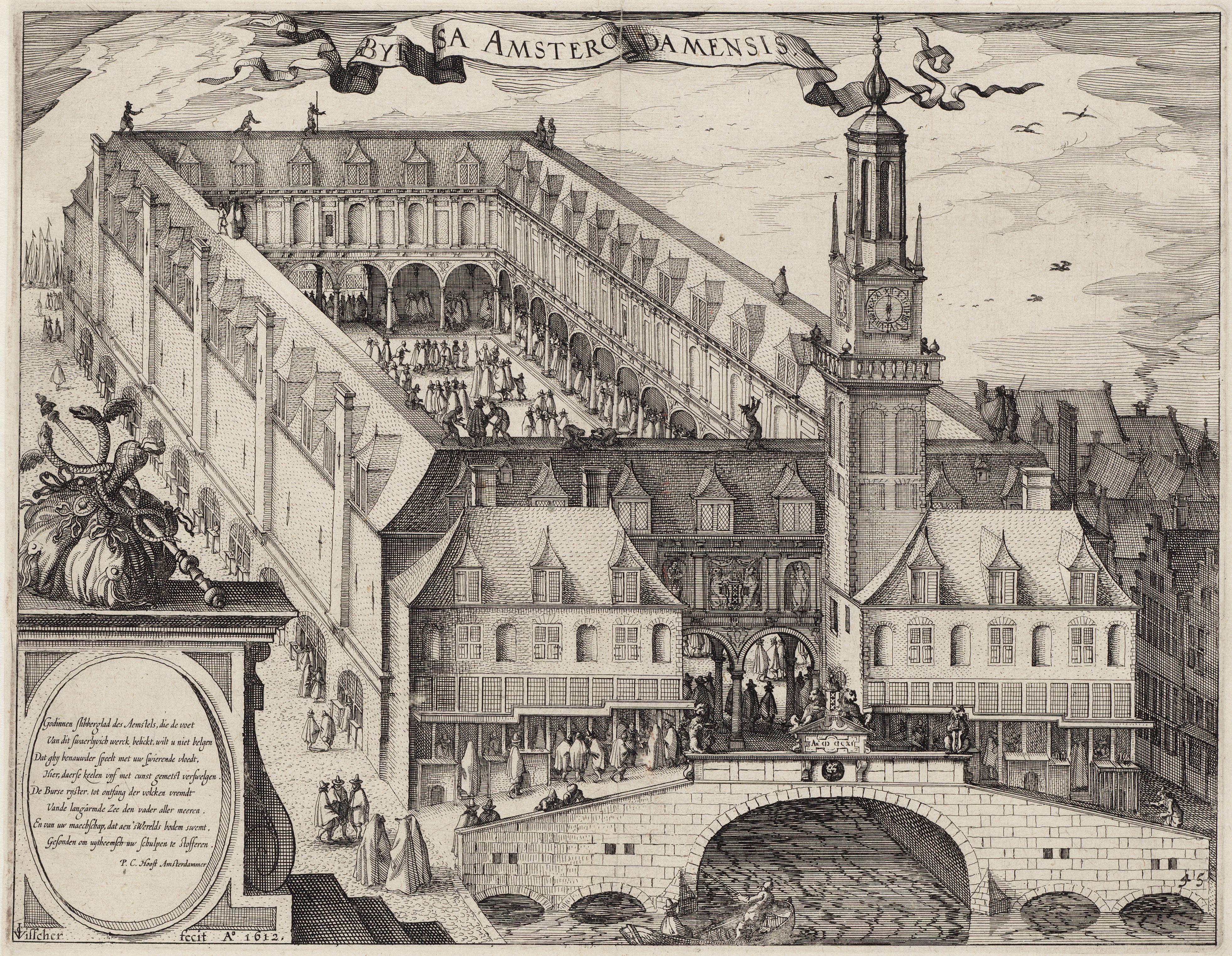
Původní budova z roku 1611, s velkým nezastřešeným nádvořím, kde probíhaly obchody
Obchodování na burze okolo roku 1670 na obraze Joba Adriaenszoona Berckheydeho
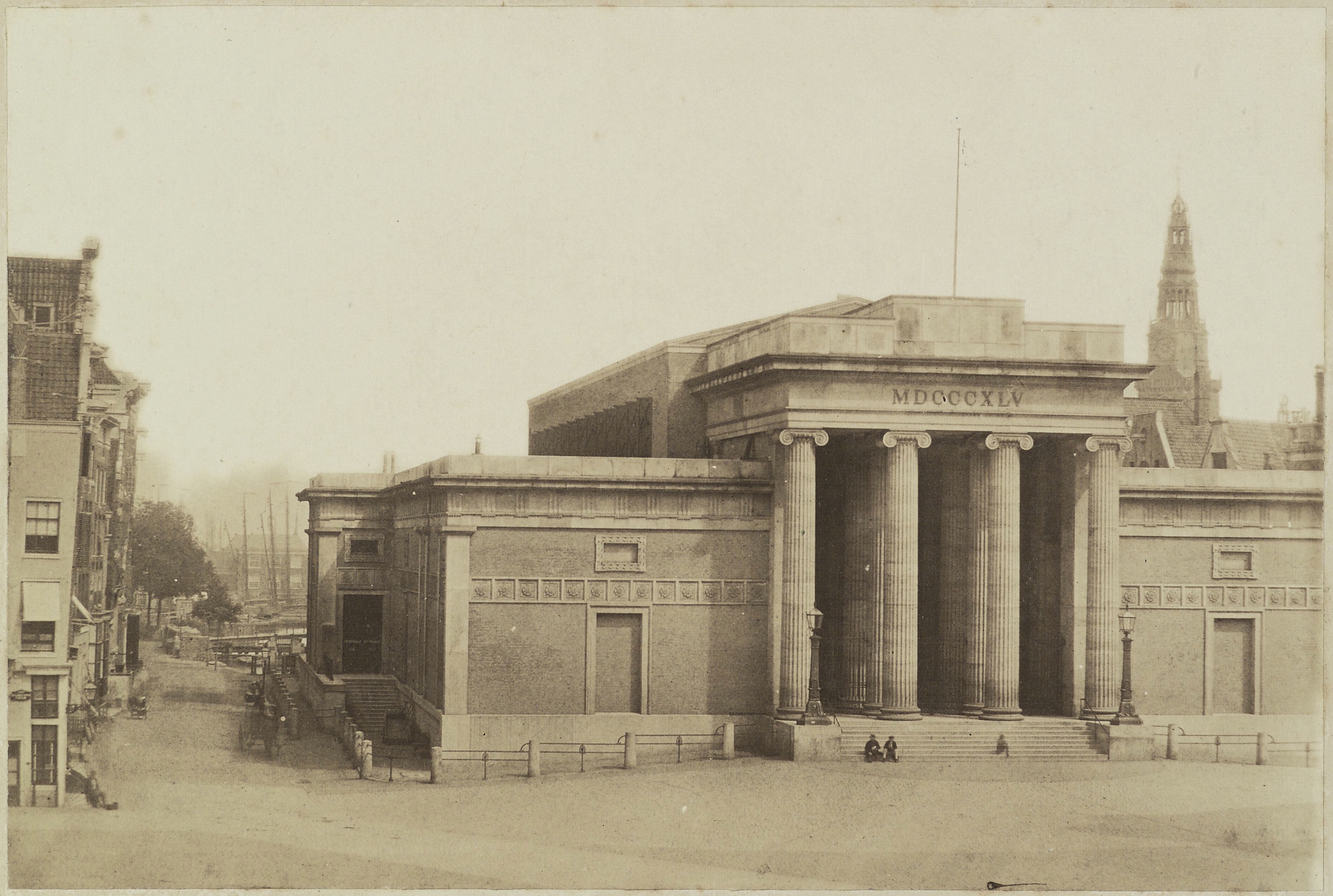
Druhá budova, v níž burza sídlila v letech 1835-1903
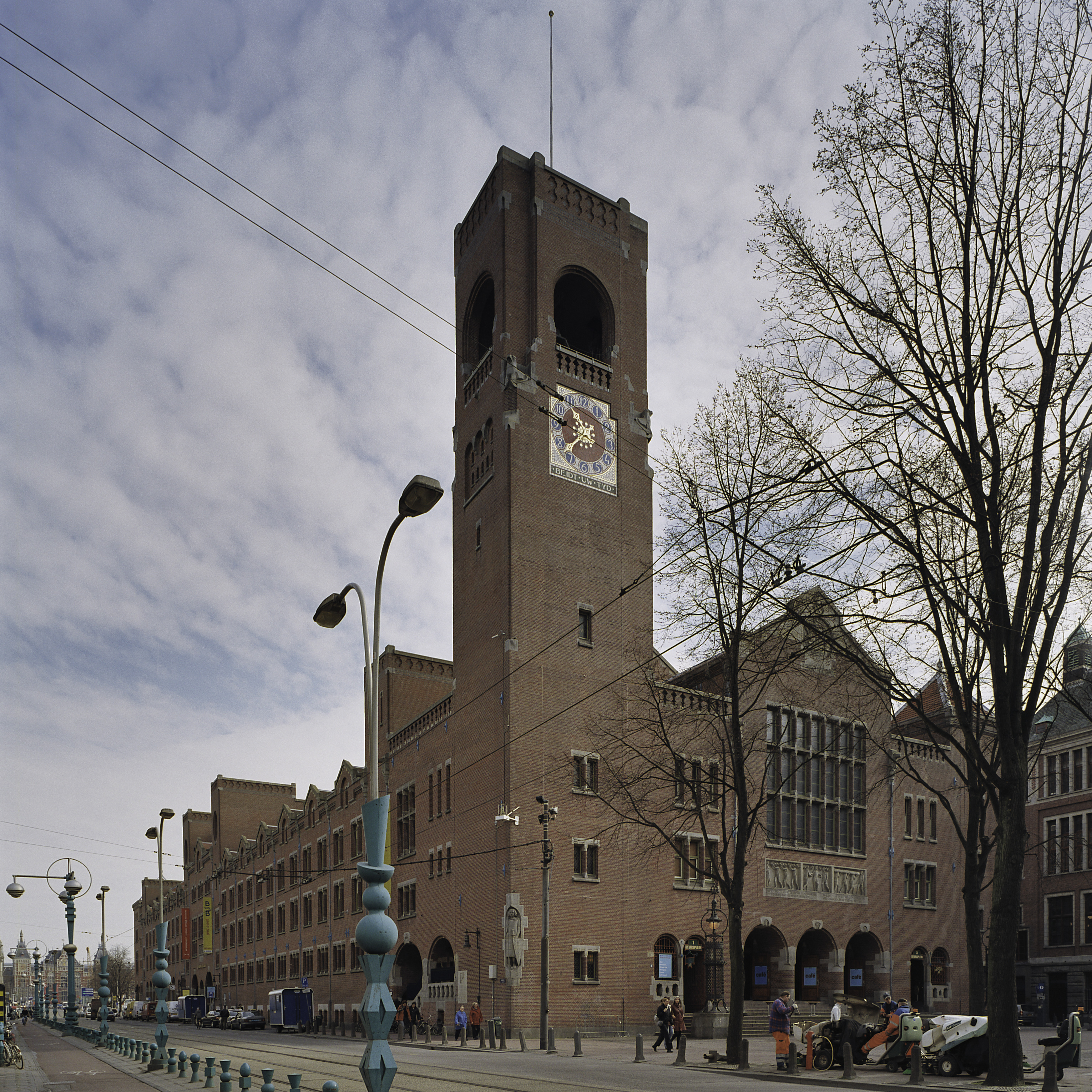
Třetí budova, Berlageova burza, z roku 1903. Burza ji definitivně opustila v roce 1998
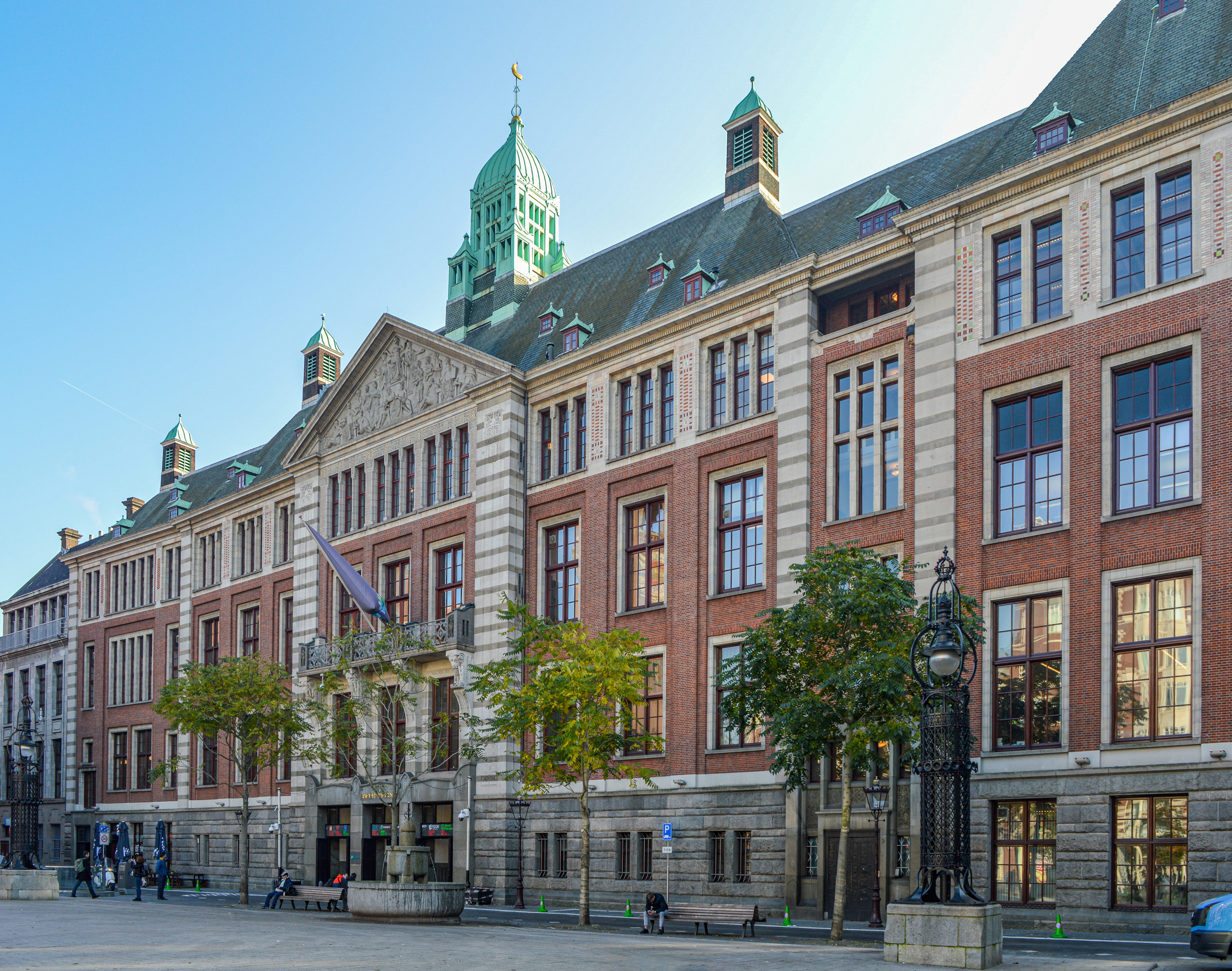
Budova na Beursplein 5, užívaná jako vedlejší od roku 1914, dnes hlavní sídlo amsterdamské burzy i společnosti Euronext, jež ji vlastní